# ヒアリ

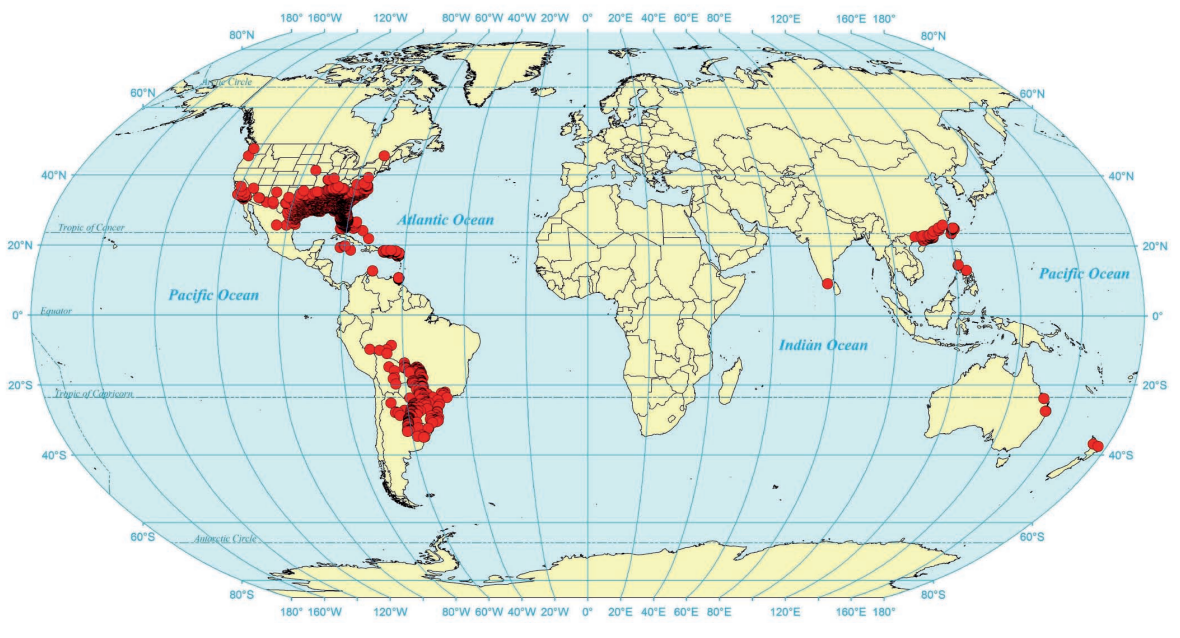
ヒアリの分布

ヒアリ（火蟻、学名 Solenopsis invicta）とは、南米大陸原産のハチ目（膜翅目）アリ科フタフシアリ亜科に属するアリの一種。世界の侵略的外来種ワースト100選定種で、要緊急対処特定外来生物にも指定されている害虫である。別名アカヒアリ（赤火蟻）。英語名 red imported fire ant。単に fire ant とも言うが、この場合はトフシアリ属のアリ全般を指すこともある。
主にアルカロイド系の毒と強力な針を持つが、人間が刺されても死ぬことはまれで、痛み・かゆみ等の軽度の症状や、体質によりアレルギー反応や蕁麻疹等の重い症状が出る場合もある。アレルギー症状の中でも特にアナフィラキシーショックが起きた場合は、命の危険がある。そのため殺人アリと呼ばれることもある。

## 形態
体色は赤茶色（赤褐色）、腹部は黒い。働きアリは多型で、1つの巣に、2.5〜6mmの様々な大きさの働きアリがいる。日本在来種とは、体長が2mm以上で腹柄が2節でかつ前伸腹節にトゲが無いこと、触角先端の棍棒部（膨らんだ部分）が2節であることで区別できる。

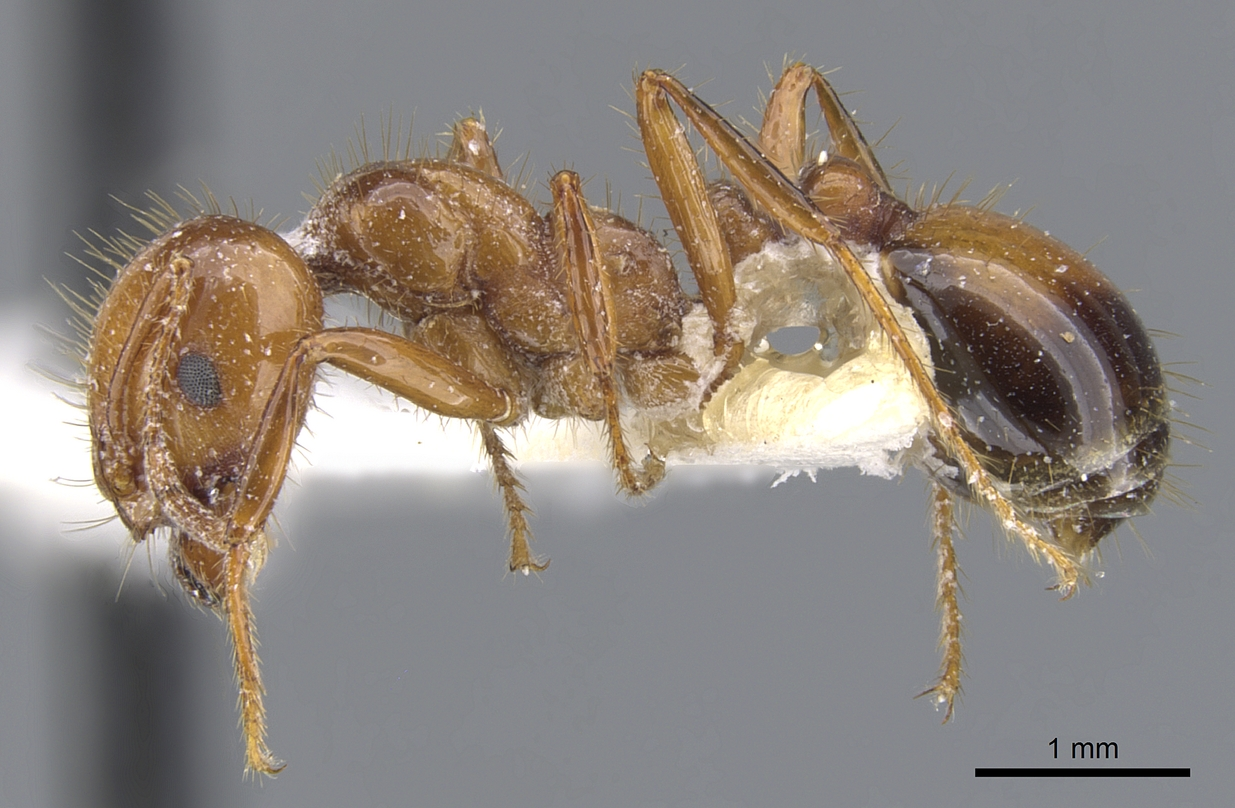
ブラジルで採集された従基準標本
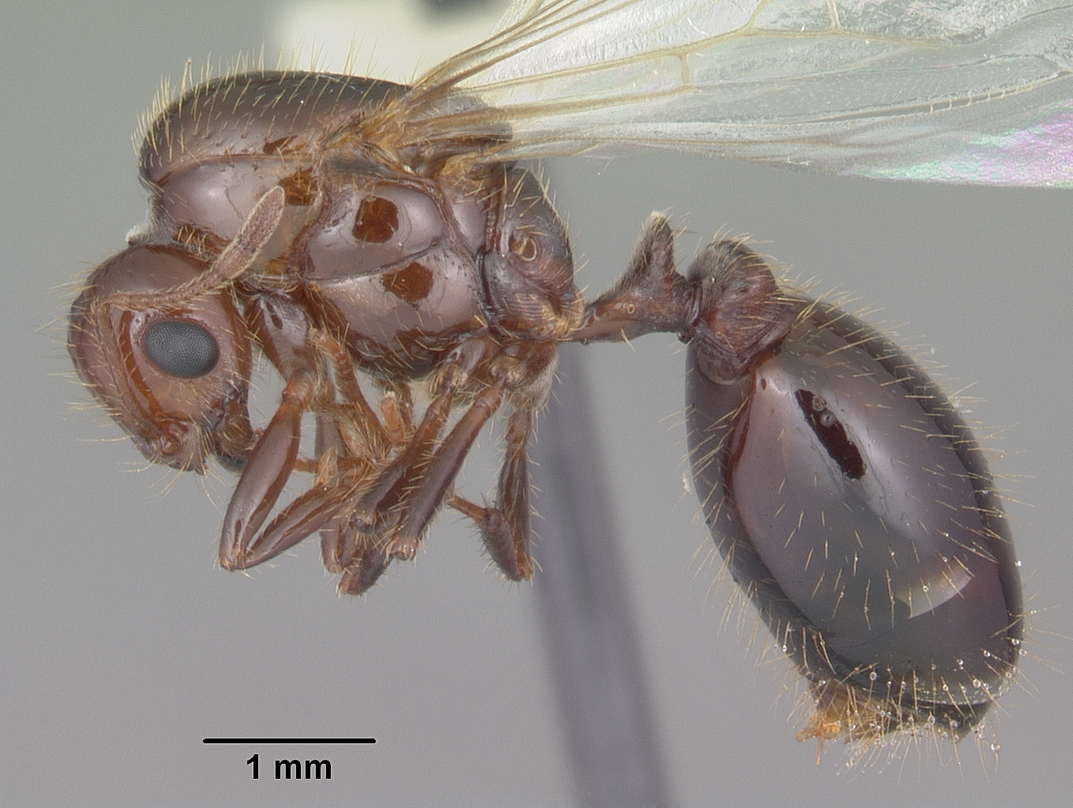
女王アリの全身像
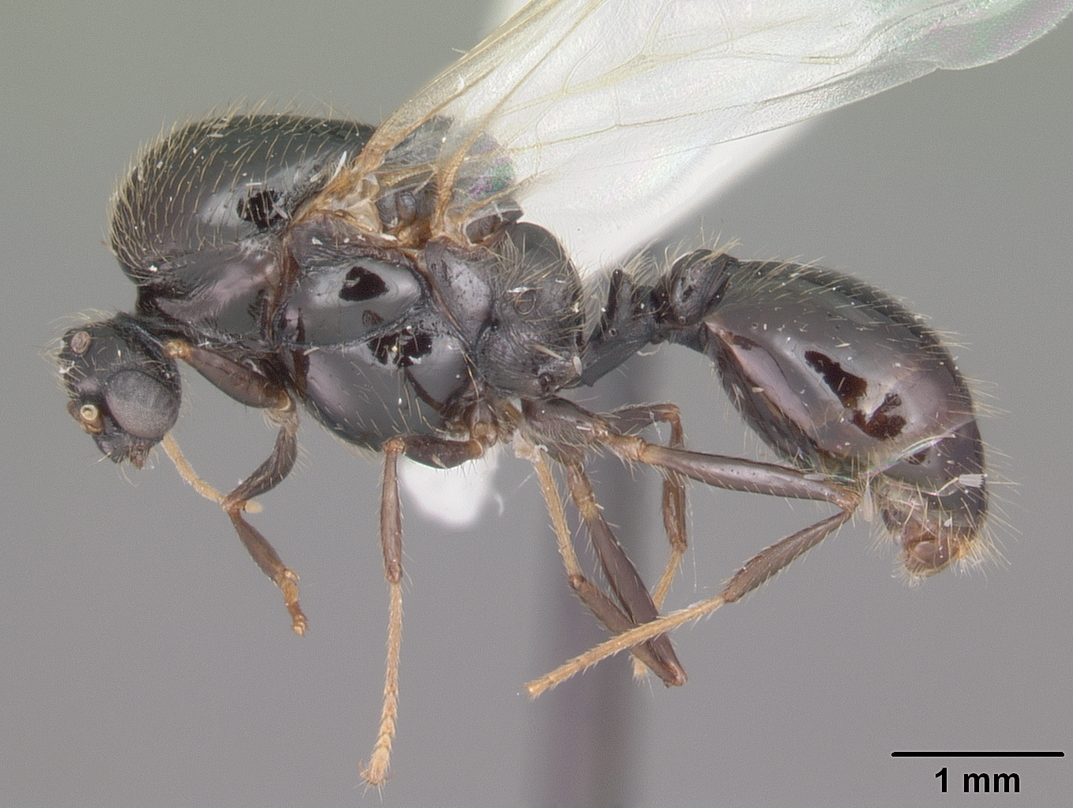
雄アリの全身像
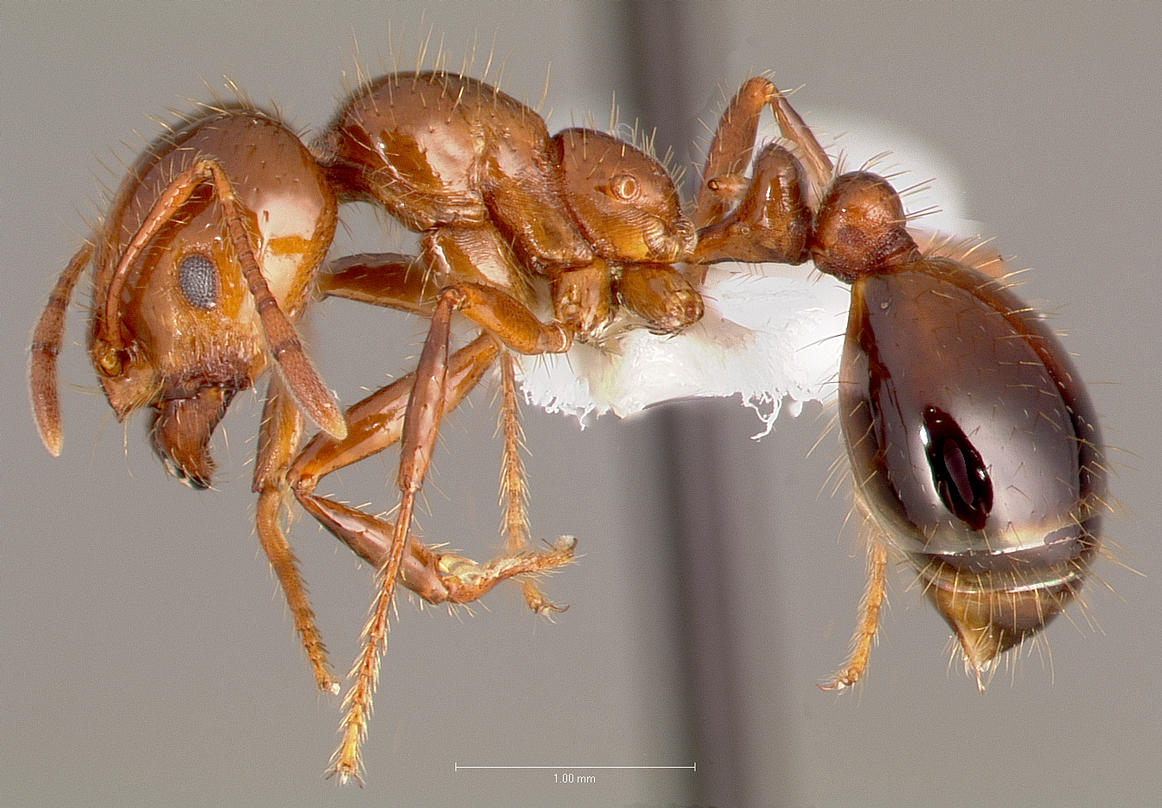
働きアリの全身像

## 分布
アメリカ合衆国、中華人民共和国（以下、中国）、オーストラリア等太平洋周辺の国々に移入分布。
原産地は南アメリカ。タイプ標本の産地はブラジル。学名がついたのは1972年だが、1930年代にはアメリカ合衆国に侵入、定着していた。

### 日本における状況と対応
日本には2024年現在で定着はしていないとみられているものの、2017年以来下記のようにたびたび侵入が確認されている。
2017年（平成29年）に入ってから7月16日までに6都府県で8回発見されており、このうち2件は内陸部（愛知県春日井市および茨城県常陸太田市）で発見されている。
初めて発見されたのは2017年5月で、中国の広東省広州市から神戸港へ貨物船で運ばれた海上コンテナの中から発見された。同年7月14日には横浜港本牧埠頭のコンテナヤード内のアスファルトの割れ目から700匹以上のヒアリが見つかった。女王アリはまだ見つかっていないが、巣を作って繁殖していた可能性が高いという。神奈川県はこのことを受け、県民からの情報提供や相談を受け付ける「ヒアリコールセンター」を設置した。
同年7月27日には、福岡市博多区の会社敷地内にて、中国から博多港に陸揚げされたコンテナの荷物を運び出していた作業員がヒアリに腕を刺されて軽傷を負い、日本国内で初めて人的被害が出た。
同年8月10日には、内陸県である埼玉県（狭山市新狭山）の事業者敷地内にて、貨物の梱包材から女王アリの死骸が見つかった。この貨物は中国の黄埔港（広州市）から香港を経由して7月11日に東京港で陸揚げされ、7月18日または7月19日に陸路で事業者敷地内へ運ばれた。環境省と埼玉県は「繁殖の可能性は低い」としている。
2018年6月16日、大阪南港に陸揚げされたコンテナから2,000匹以上のヒアリが発見され、作業員の男性2名が刺されたが、軽傷であった。
こうした事態に対し、環境省など政府機関や各地の自治体、港湾管理者が調査と駆除を行っている。巣の形成による定着を防ぐため、国土交通省は港湾コンテナヤード舗装の隙間を埋める緊急工事を行った。人間による目視では発見しにくいヒアリの集団や巣を嗅覚で探し当て、オーストラリアや台湾での実績を持つヒアリ探知犬の導入も検討されている。
ヒアリと日本在来アリは目視だけでは判別しにくい。国立環境研究所は2018年5月、採取してすり潰したアリの試料のデオキシリボ核酸（DNA）を調べ、2時間程度でヒアリか否かを判定できるキットを開発したと発表した。国立環境研究所は台湾のヒアリ調査・駆除会社モンスターズアグロテックと、アリ類を撮影した画像・映像からヒアリかどうかを人工知能（AI）により現場で1分以内に判定できる技術の共同開発で2021年3月26日合意した。
2019年10月17日、国立環境研究所は東京港青海ふ頭で定着した可能性が極めて高いと発表した。
2023年4月1日、特定外来生物による生態系等に係る被害の防止に関する法律の一部を改正する法律と、「特定外来生物による生態系等に係る被害の防止に関する法律施行令の一部を改正する政令」によって、ヒアリ類（ソレノプスィス・ゲミナタ種群、ソレノプスィス・サエヴィスィマ種群、ソレノプスィス・トゥリデンス種群及びソレノプスィス・ヴィルレンス種群に属する種並びに４種群に属する種間の交雑個体）は要緊急対処特定外来生物に指定された。4月25日「ヒアリ類（要緊急対処特定外来生物）に係る対処指針」が公布された。要緊急対処特定外来生物とは、定着して蔓延した場合に経済や国民生活に著しい被害が起きることから予想され、検査や防除などの拡散を防止するための措置を緊急に行う必要のある生物のことである。
日本全国におけるヒアリの定着は確認されていないが、一般人が在来種、例えばキイロシリアゲアリはじめ、オオシワアリやアミメアリ、ヒメアリ等をヒアリと勘違いするケースが多発している。

### 他国の対策
ヒアリ探知犬
オーストラリアや台湾で使用されている。

## 生態

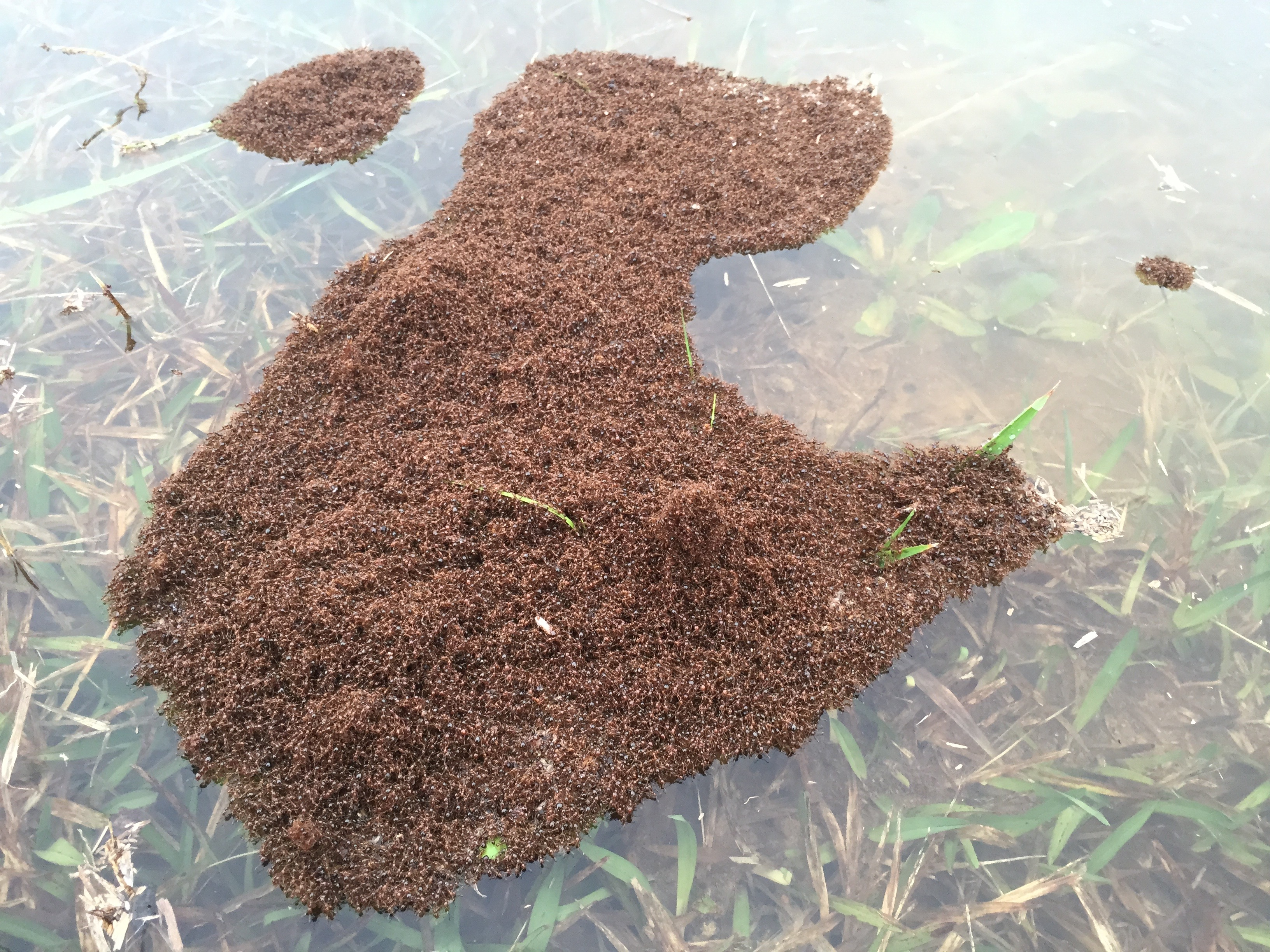
ヒアリが作った筏。流されないように、水面に出ている葉で固定している。

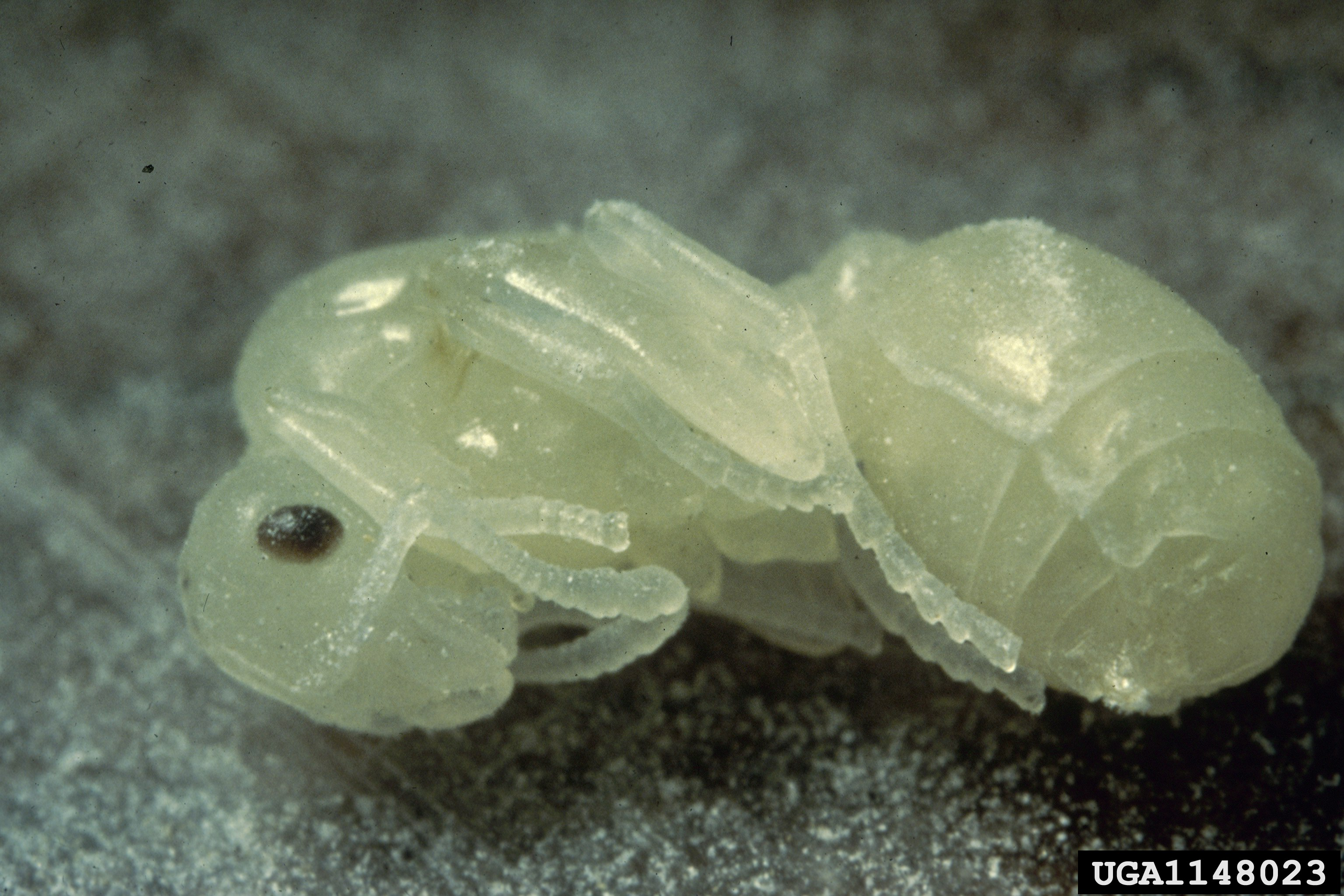
ヒアリの女王アリの蛹

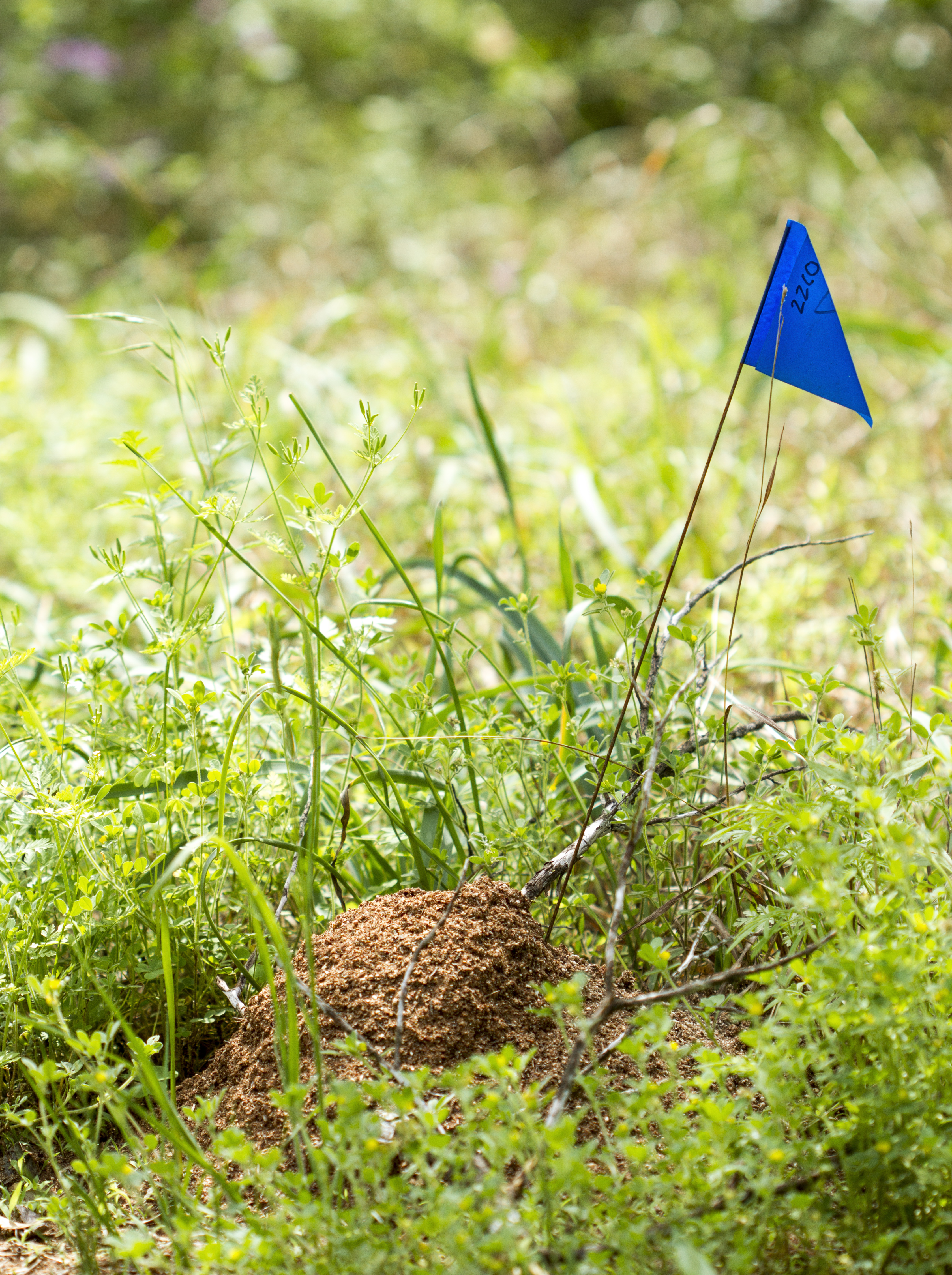
ヒアリのアリ塚。日本では、土で大きなアリ塚を作る在来種のアリはいないとされる。

亜熱帯～暖温帯に生息し、草地など比較的開けた環境を好む。餌の収集は気温22℃～36℃の間に行われ、季節により昼夜を選ぶ。働きアリは情報化学物質とフェロモンによって、防衛、餌取り、召集などのコミュニケーションを行う。寿命は、女王アリが数年、働きアリは数カ月である。
暖かい季節に有翅虫による結婚飛行が行われ、新しい巣が形成される。巣は、複数の女王アリからなる巣と、単独の女王の巣の二種類が存在する。
水位が高くなると密集して筏を作るなど、多様な行動を起こす。巣内の仲間が死んだ際に、その死骸を巣の外に捨てて感染症などを防ぐ（necrophoric）と呼ばれる行動が見られる。

### 食性
食べ物は雑食で、花蜜、樹液、種子から、昆虫、小型脊椎動物のトカゲなどを餌とする。捕食者ではなく腐肉食者で、固形食料より花蜜やアブラムシからでる甘露などの液体の食料を好む。また、花蜜でも、糖分が多い物よりアミノ酸が多い花蜜を好む。

### 天敵
ヒアリの天敵は熱帯地域に広く生息するノミバエというハエである。アメリカ合衆国農務省農業研究局は、ヒアリ対策にノミバエを活用している。Pseudacteon属のハエが寄生する事が知られている。
他の天敵は、クモ綱、飛行中の女王アリを捕えるトンボ。また、エントツアマツバメ、オウサマタイランチョウなどの鳥、アルマジロなどが、このアリを食べる。
それから Ectatomma edentatum, Ephebomyrmex spp., Lasius neoniger , Pheidole spp., Pogonomyrmex badius, Connemara insana等のアリの多くの種が、ヒアリの女王を攻撃し、殺すことが確認されている。
また、沖縄科学技術大学院大学研究員の吉村正志は、日本の在来アリは多数のヒアリには太刀打ち出来ないが、繁殖に欠かせない女王アリが1匹でいる場合、これを集団で倒してくれる可能性があるとして、日本の在来アリは「天敵」とは言えないまでも「敵」にはなると独自に主張している。
この種を制御する方法として、微胞子虫原虫（Kneallhazia solenopsae）、昆虫病原糸状菌白きょう病菌（Beauveria bassiana）の他、女王が出すフェロモンと非常に似たフェロモンを出すことによって巣に侵入し女王アリに成り代わり、餌を横取りして女王を殺す寄生アリ（Solenopsis daguerrei）が研究されている。

### 毒
獲物の捕獲、防衛のために使用するため、蟻にとって非常に重要な役割を担っている。毒の成分の95％は水不溶性のピペリジンアルカロイド（trans-2-methyl-6-n-undecylpiperidines、trans-2-Methyl-6-n-tridecylpiperidine, trans-2-Methyl-6-(cis-4-tridecenyl) piperidines, trans-2-methyl-6-n-pentadecylpiperidine, trans-2-methyl-6-(cis-6-pentadecenyl)piperidine 、2,6-dialkylpiperidines）である。
Trans-2-methyl-6-n-undecylpiperidine (ソレノプシン) は、細胞毒性、溶血性、壊死性、殺虫、抗菌、抗真菌、および抗HIV特性を持つ。
長い間、毒液はアルカロイドのみと考えられていたが、約46種類のタンパク質が検出された。これらのタンパク質は毒液の重量の0.1%に過ぎないが、アナフィラキシーショックの反応に関与している疑いありと考えられている 。
アメリカでは、毎年1400万人以上の人々が刺されており、その多くでアレルギー反応が起きていると考えられている。炎症や腫れが見られ、数日後には無菌性膿疱となる。
0.6％-6％でアナフィラキシーを起こし、放置すると死の危険性がある。一般的に、めまい、頭痛、激しい胸痛、吐き気、重度の発汗、低血圧、呼吸喪失、ろれつが回らなくなるなどの症状がみられる。ある被害者は、刺されて5分から10分後に、強い回転性めまいを起こし、目の生気を失い、口が乾燥し、蒼白になり、重度の無意識な痙攣を起こしたと報告されている。さらに神経障害、発作、脳梗塞、ネフローゼ症候群がヒアリの刺し傷と関連付けされている。
ヒアリに刺されて人が死ぬのは稀であるが、ヒアリの分布が広がるほど被害が増える可能性は高い。過去には多くの死亡例が報告されている。1989年のアメリカでのアンケート調査（救急救命室の医師や家庭医などを含む29,300人に発送、8.6％の2506人が回答）で、重複分を含めた報告では80人であるが、それらを除いた場合、アラバマ州で4人、フロリダ州で10人、ジョージア州とルイジアナ州で2人、テキサス州で14人で計30人のアナフィラキシーによる死亡例がある。またさらに2006年6月、サウスカロライナ州で女性が1人、2013年9月にテキサス州で少年1人、2016年アラバマ州女性1人らが、ヒアリによるアナフィラキシーショックで亡くなっている。但し、日本の環境省は海外での死亡例は確認できなかったとしている。なお、アメリカ疾病予防管理センター（CDC）は、アメリカでは毎年虫刺され（ヒアリに限らない）によるアナフィラキシーショックで、90-100人が死亡していると発表している。
治療は症状による。

## 治療
症状として、軽度のものは痛み・かゆみ、中度になると蕁麻疹、重度になると数分から数十分で息苦しさ、声の枯れ、めまい、激しい動悸などが起こり、進行すると意識を失うこともある。重度の症状の場合は、即時型のアレルギー反応のアナフィラキシーである疑いが強く、放置すると死亡する場合がある。
刺された場合、20～30分程度、安静にし、体調の変化がないか注意する。重度の症状が見られるときは、救急の通報（日本の場合、119番）を行い救急車を要請した上で、「アリに刺されたこと」「アナフィラキシーの疑い」を伝える。
アナフィラキシーの危険のある者は、前もってアレルギー科医師と相談のうえでアドレナリン自己注射薬エピペンを用意しておくことができる。中度までの症状では抗ヒスタミン剤の内服薬も用意しておくことができる。

## 人体以外への被害
巣が都市などの構造物や道の下に作られ、それによって倒壊したり道に穴が開く危険性がある。また、働きアリの体内には、磁気に誘因される物質を持つ。磁気を検知する能力（磁覚）によって、信号などのインフラ設備・電気設備に侵入し、漏電による火災や故障を引き起こし、破壊することがある。
農業では多種多様な作物を食い荒らし、農業機械や設備を破壊し、牧草地を荒らしている。
人だけでなく野生動物や家畜にも襲い掛かり、失明、死傷させるなどの被害をもたらしている。
アメリカ合衆国テキサス州のアトウォーター・プレーリー・チキン国立野生生物保護区では、ソウゲンライチョウの亜種であるアトウォーター・プレーリー・チキンの生息数が1980年代から激減し野生絶滅に至った。ヒアリの侵入により餌となる昆虫が減少したことが原因として推定され、アリ駆除剤を用いて生息地を回復する試みが行われている。

## 忌避方法
2018年（平成30年）10月、兵庫県立人と自然の博物館（三田市）の橋本佳明主任研究員は、ワサビなどの辛み成分「アリルイソチオシアネート」のマイクロカプセルによる効果に注目し、ヒアリの巣が多くある台湾で実験したところ、餌にワサビ成分入りシートを一緒に入れた管にはヒアリは入らず、餌に群がった後にシートを管に入れたところ、死んだり逃げ出したりし、忌避効果を確認した。今後は、国立環境研究所との共同研究を進める予定で、環境省も、2019年2月から自治体向けの「ヒアリ講習会」でこの手法を紹介する。